# Lake Hāwea
Der Lake Hāwea ist ein ehemaliger Gletschersee auf der Südinsel von Neuseeland. Der See befindet sich in der Region Otago und wird heute zur Stromgewinnung genutzt.

## Namensherkunft
Der See wurde nach Kāti Hāwea benannt, einem der frühesten Iwi, die vor den südlichen Wanderungen von Kāti Māmoe und Kāi Tahu die Südinsel (Te Waipounamu) Neuseelands bewohnten.

## Geographie
Der Lake Hāwea befindet sich in der Queenstown-Lakes Region von Otago, rund 66 km nordöstlich von Queenstown entfernt und rund 170 km nordwestlich von Dunedin, dem Verwaltungssitz der Region von Otago. Der 141 km² große See liegt mit seinem westlichen Nebenarm rund 1,8 km östlich des Lake Wānaka, eingebettet von bis zu knapp über 2000 m hohen Bergen. Mit der aktuell maximal möglichen Seehöhe von 348 m liegt der See mit seinem höchsten Wasserspiegel 71 m über dem seines Nachbarn, dem Lake Wānaka, weist aber zugleich mit einer Tiefe von 392 m unter dem Meeresspiegel eine um 81 m größere Seetiefe auf. Der Lake Hāwea erstreckt sich über eine Länge von rund 35 km in Nord-Süd-Richtung und misst an seiner breitesten Stelle rund 5,6 km.
Am südlichen Ende des Sees, dort wo der Hāwea River den natürlichen Abfluss des Sees ermöglicht, befindet sich die kleine Ortschaft Lake Hāwea. An der Ortschaft westlich vorbei führt auch der New Zealand State Highway 6, der von Norden vom Lake Wānaka kommend, über den keinen Pass The Neck zum Nebenarm des Lake Hāwea führt und am Westufer des südlichen Teils des Sees nach Süden verläuft, um südsüdwestlich vom Ort Lake Hāwea über Albert Town in Richtung Queenstown zu verlaufen.
Die wichtigsten Zuflüsse des Sees sind der Hunter River von Norden kommend und die beiden Flüsse Dingle Burn und Timaru River, die ihre Wässer von Osten her zutragen. Das gesamte Wassereinzugsgebiet des Sees, das auch viele kleinere Streams miteinschließt umfasst eine Fläche von 1394 km².
Silver Island ist die einzige Insel im See und befindet sich an der Ostseite des mittleren Abschnitts des Sees.

## Geologie
Der See entstand vor rund 10.000 Jahren in einer nacheiszeitlichen Senke, die nach Süden hin durch eine Endmoräne aufgestaut wurde. Das urbane Gebiet südlich des Sees ist auf Gletscherablagerungen angelegt, die ungefähr 23.000 Jahre alt sind. Unter dem südlichen Teil des Sees befinden sich zwei aktive Verwerfungen, die Cardrona Fault und die Grandview Fault, die con Südsüdwesten und Südsüdosten kommend, unter dem südöstlichen Teil des Sees zusammenlaufen.

## Staudamm
Um das Wasser des Sees für die Stromerzeugung nutzen zu können, wurde in den Jahren von 1955 bis 1958 der Staudamm des Sees errichtet. Doch bis heute wird an dem Staudamm direkt kein Strom erzeugt, sondern das aufgestaute Wasser über den Hāwea River dem Clutha River/Mata-Au zugeführt, das dann später zusammen mit anderen Wässern in der Clyde Power Station 60 km weiter südlich am Clyde Dam zur Stromerzeugung genutzt wird.

## Freizeitnutzung
Die Gegend ist ein beliebtes Urlaubsziel, in der der See selbst für die verschiedensten Arten von Wassersport geeignet ist. Der fischreiche See lädt auch zum Angeln von Forellen und Lachsen ein. Die nähere Umgebung stellt ein Zentrum des Abenteuertourismus dar. Im Sommer werden die Wasserflächen besonders oft von Jet-Ski-Fahrern genutzt, während im Winter die benachbarten Gebirgszüge zum Ski fahren einladen.